# Bugatti Brescia

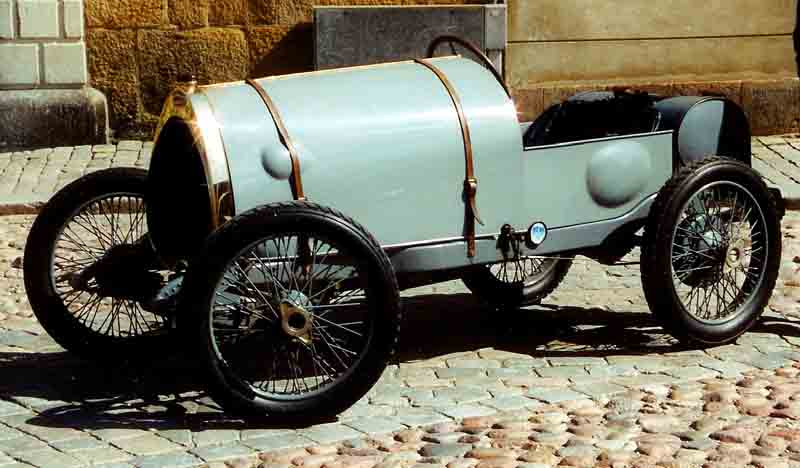
Bugatti Type 13

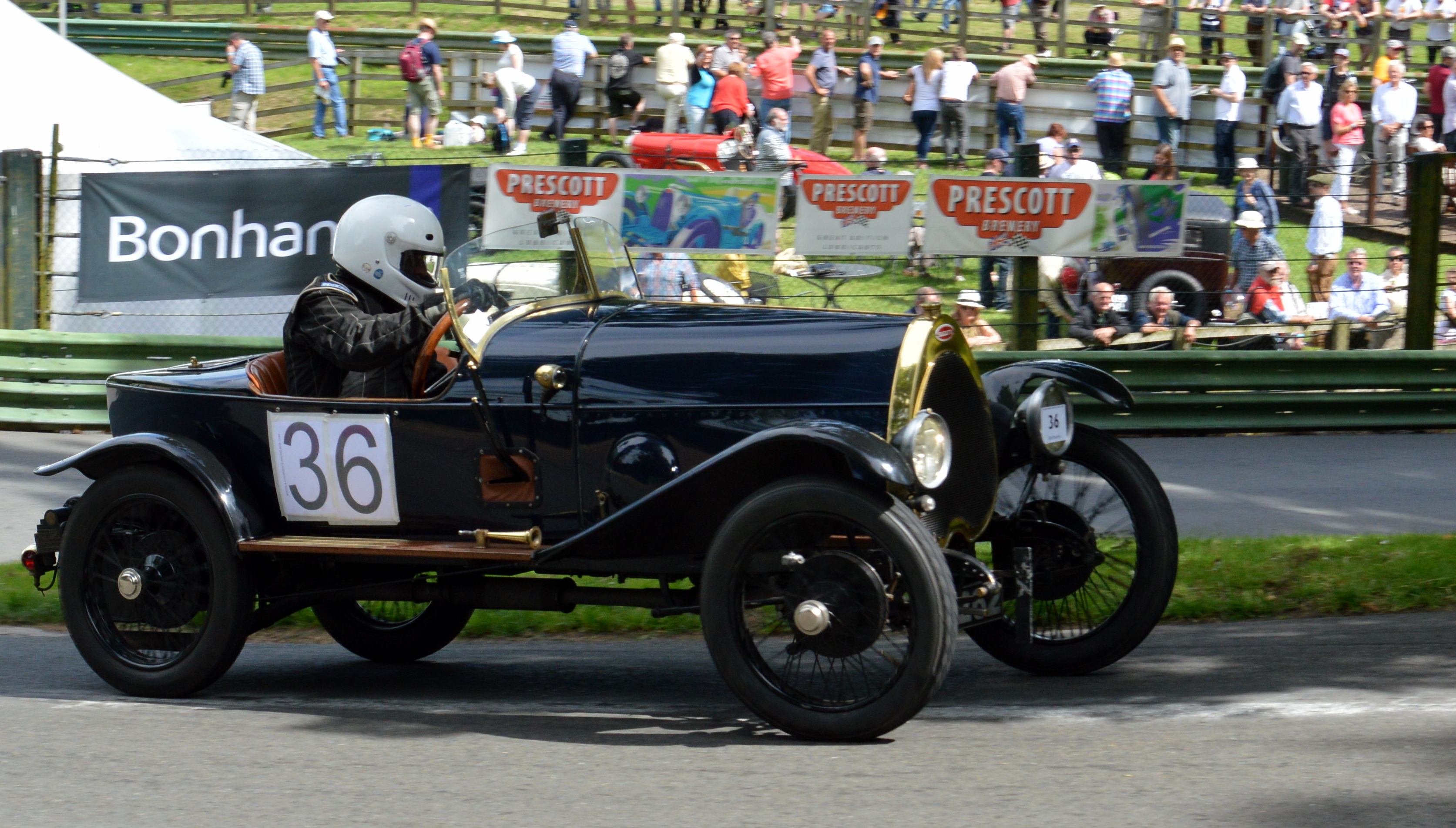
Bugatti Type 22

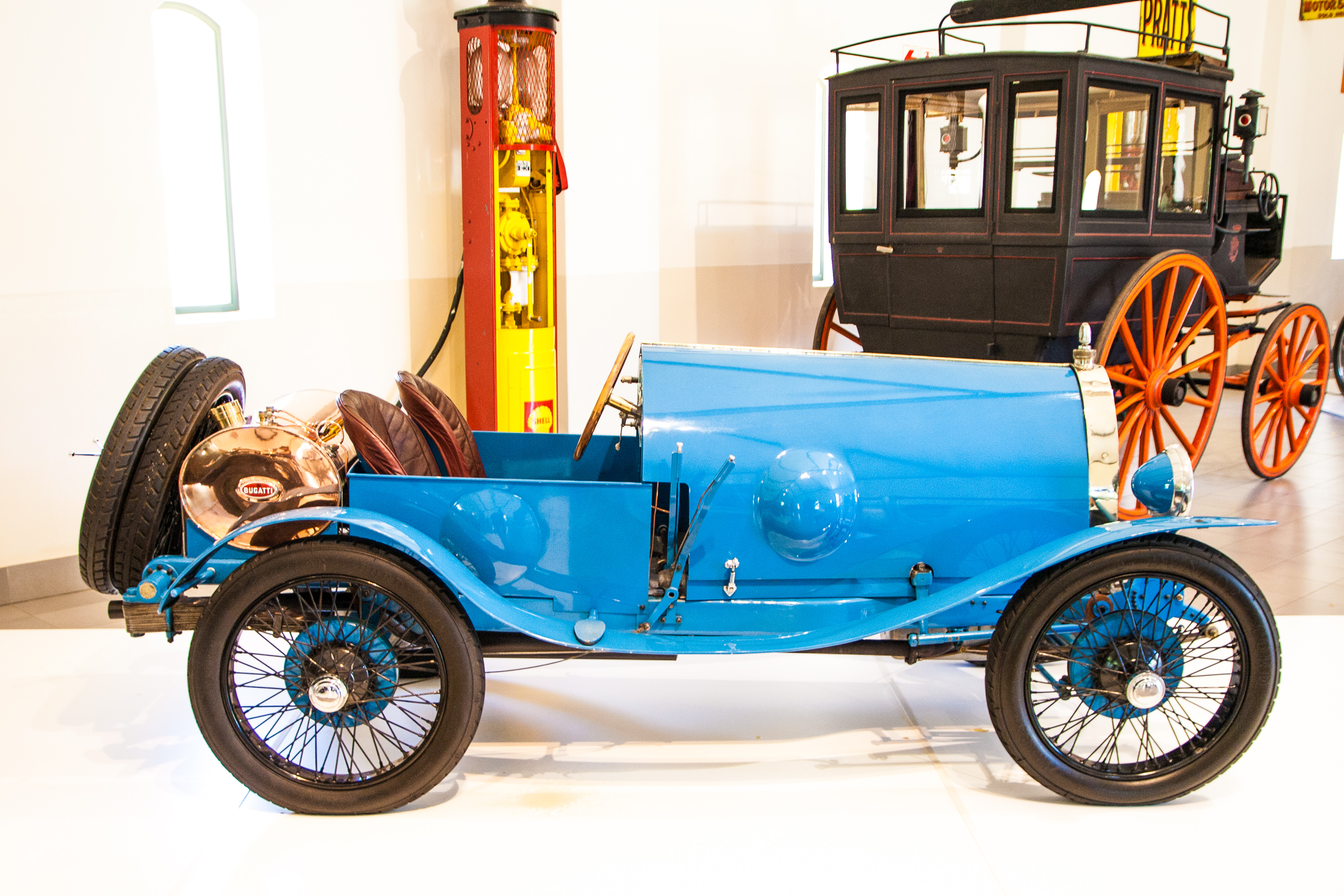
Bugatti Type 23

Bugatti Brescia ist die Bezeichnung für mehrere sportliche Pkw-Modelle. Hersteller war Bugatti aus Frankreich.

## Ursprung
Am 8. September 1921 fanden anlässlich der Großen Rennwoche von Brescia mehrere Autorennen in Brescia statt. Eines davon, der Gran Premio delle Vetturette war für Voiturettes, was eine Quelle mit Leichtwagen übersetzt.
Bugatti setzte vier Fahrzeuge des Bugatti Type 13 ein. Fahrer waren Michele Baccoli, Ernest Friederich, Pierre Marco und Pierre de Vizcaya. Sie erreichten die ersten vier Plätze in der Reihenfolge Friederich, de Vizcaya, Baccoli und Marco.
Nach diesem Erfolg erhielt die Modellreihe Type 13 den Zusatz Brescia. Es ist nicht überliefert, ob das bereits einen Tag nach dem Rennen geschah oder erst im Laufe des restlichen Jahres 1921, möglicherweise ab dem Modelljahr 1922.

## Modelle
Auf dem Pariser Autosalon im Oktober 1921 wurden ausgestellt:
- Type 13 Brescia
- Type 22 Brescia Modifié
- Type 23 Brescia Modifié

Für diese drei Modelle ist die Bezeichnung gesichert überliefert. Eine vierte Quelle nennt nur Type 13 Brescia und Type 23 Brescia Modifié. 
Für den Type 27 von 1923 ist die Bezeichnung möglich, aber nicht belegt.
Bei Type 15 und Type 17 scheidet es aus, da sie nur bis 1914 bzw. 1919 produziert wurden.